# Candace Bushnell
Candace Bushnell (Glastonbury, 1 de dezembro de 1959) é uma jornalista norte-americana.
Vive em Nova Iorque e é conhecida pela sua coluna de sexo que se tornou na inspiração da série O Sexo e a Cidade.
Em 1994, o editor do jornal onde trabalhava pediu-lhe que tentasse escrever uma coluna para o jornal. Candace baseou-se nas aventuras que ouvia das suas amigas e chamou-a Sex and the City.
Em 1998, HBO começou a transmitir a série, O Sexo e a Cidade, baseada na coluna de Candace, mas não exatamente fiel. A série aumentou o seu prestígio, tornando o seu nome conhecido também por pessoas que não tinham lido o livro. A série tornou-se de culto e terminou em 2004.
Muitos escritores compararam a personagem de Carrie Bradshaw na série com Candace, porque Carrie, tal como Candace é uma colunista de sexo e adora a vida noturna de Nova Iorque.

## Obras
- (1996) O Sexo e a Cidade - no original Sex and the City
- (2000) Quatro loiras - no original 4 Blondes
- (2003) Loira de luxo - no original Trading Up
- (2005) Saltos Altos - no original Lipstick Jungle
- (2008) 5ª avenida - no original One Fifth Avenue
- (2010) Os diários de Carrie - no original The Carrie Diaries
- (2011) O verão e a cidade - no original Summer and the City
- (2015) Killing Monica